# Теодора Александријска
Преподобна Мати Теодора је славна монахиња и наставница монахиња из Александрије.
„Као што је дрвећу потребна зима и снег, да би доносило рода, тако су муке и напасти потребне животу нашем“, говорила је. Умрла је почетком 5. века.
Српска православна црква слави је 12. јануара по црквеном, а 25. јануара по грегоријанском календару.